# تأیید (فیلم)
تأیید نام تله‌فیلم درام آمریکایی است که کری واشینگتن، وندل پیرس، اریکا کریستنسن، جنیفر هادسون از بازیگران اصلی آن هستند. این فیلم در سال ۲۰۱۶ روی شبکه اچ‌بی‌او پخش می‌شود.